# Franz Brenner
Franz Jacob Brenner (* 4. September 1863 in Vorscheid bei Kohlscheid; † 28. Oktober 1928 in Bonn) war ein Manager im deutschen Steinkohlenbergbau, der u. a. als technischer Direktor und Generaldirektor der Zeche Friedrich Heinrich in Lintfort wirkte.

## Leben
Franz Brenner war der Sohn des späteren Grubendirektors Ludger Brenner und seiner Frau Gertrud geb. Löchtermann. Er wuchs in Bochum auf und nannte Bochum zeitlebens seine „eigentliche Heimatstadt“. Nach dem Besuch der dortigen Gewerbeschule lernte er als Bergbaubeflissener die Arbeit eines Bergmannes kennen. Während seines beim Garde-Pionier-Bataillon abgeleisteten Militärdienstes als Einjährig-Freiwilliger hörte er Vorlesungen an der Bergakademie Berlin. Im Unterschied zu seinem älteren Bruder Robert Brenner absolvierte er jedoch kein Studium des Bergfachs. 

### Im Aachener Revier
Franz Brenner begann seine Karriere mit 21 Jahren im Aachener Revier. Ab 1884 arbeitete er in Hoengen auf der Grube Maria der Aachen-Hoengener Bergwerks-Aktiengesellschaft als Reviersteiger, Wettersteiger, Maschinensteiger und Obersteiger für den Unter- und Übertagebetrieb sowie ab 1888 in Morsbach als Betriebsführer der Grube Gouley der Vereinigungsgesellschaft für Steinkohlenbau im Wurmrevier. 

### Im Ruhrgebiet
1891 kehrte Brenner dauerhaft – von einer mehrmonatigen Unterbrechung abgesehen – in das Ruhrgebiet zurück. In diesem Jahr kam er als Grubenverwalter nach Werne bei Bochum zur Zeche Heinrich Gustav der Harpener Bergbau-AG, um sodann 1895 als Direktor in den Vorstand der Altenbochumer Zeche Dannenbaum zu wechseln, die 1899 in das Eigentum der Aktiengesellschaft für Eisen- und Kohlenindustrie Differdingen-Dannenbaum überging, welche wiederum ab 1901 zur von Hugo Stinnes gegründeten Deutsch-Luxemburgischen Bergwerks- und Hütten-AG gehörte. In dieser Zeit leitete er u. a. auch die konzernangehörigen Zechen Hasenwinkel, Prinz Regent und Friedlicher Nachbar. Nach Differenzen mit Stinnes wurde Franz Brenner jedoch im Frühjahr 1906 in von ihm als herabstufend empfundener Weise nach Differdingen in Luxemburg versetzt, um dort die Aufsicht über die Kokerei zu übernehmen. Bereits im August 1906 kündigte er bei Deutsch-Lux und schuf damit die Grundlagen für seine weitere berufliche Entfaltung. 
Zum 24. Oktober 1906 trat Franz Brenner als technischer Direktor in den Vorstand der neu gegründeten Steinkohlenbergwerk Friedrich Heinrich AG ein. Sein Anfangsgehalt in Lintfort am westlichen Rand des Ruhrgebiets betrug 20.000 Mark; hinzu kam ein Anteil von 1 % am Jahresgewinn, wobei ein Minimum von 10.000 Mark vertraglich garantiert wurde. Ferner wurden ihm verschiedene geldwerte Privilegien gewährt. Zusammen mit dem kaufmännischen Direktor leitete Brenner, der im Sommer 1908 eine repräsentative Villa vis-à-vis dem Werksgelände bezog, zielstrebig den Auf- und Ausbau der Doppelschachtanlage Friedrich Heinrich, die ihm „ein freies und dankbares Feld“ bot und sechs Jahre nach Gründung der Gesellschaft die Schachtförderung für den Absatz aufnehmen konnte. Bis 1924 baute Brenner die Anlage so aus, dass die Förderung pro Mann mit 209,5 Tonnen um 9 % über dem Durchschnittswert des Ruhrgebiets lag.
Brenner, der 1916 vom Aufsichtsrat der Friedrich Heinrich AG zum Generaldirektor ernannt wurde, übte örtlich und überörtlich eine Reihe von ehrenamtlichen Funktionen aus. So hatte er ab 1911 Sitz und Stimme im Gemeinderat von Lintfort und gehörte ab 1916 der Casinogesellschaft Friedrich Heinrich an; ferner war er Vorsitzender des Stolberger Knappschaftsvereins, Vorstandsmitglied des Zechenverbands in Essen, stellvertretender Vorsitzender der Linksniederrheinischen Entwässerungs-Genossenschaft mit Sitz in Moers, zweiter Vorsitzender des Vereins der Bergwerke am linken Niederrhein sowie Mitglied der Handelskammer Krefeld. Zeitgenossen bescheinigten ihm „seltene Gaben des Verstandes und des Herzens“ und eine „nie versagende Frohnatur“.

### Die letzten Lebensjahre
Zum 31. Dezember 1924 schied Franz Brenner, der mit der früh verstorbenen Wilhelmine geb. Wagener († 1908), Tochter eines Betriebsführers aus Kley, verheiratet war, auf eigenen Wunsch aus dem Dienst der inzwischen auf das Haus de Wendel übergegangenen Steinkohlenbergwerk Friedrich Heinrich AG aus. Sein Nachfolger ab dem 1. Januar 1925 wurde Werner Brand. Brenner zog sich bereits im Sommer 1924 nach Bonn zurück. Dort verstarb er am 28. Oktober 1928 nach längerer Krankheit. Die Grabstätte der Eheleute Brenner befindet sich auf dem denkmalgeschützten katholischen Friedhof im Kamp-Lintforter Ortsteil Kamp.